# Чурсина, Юлия Владимировна
Юлия Владимировна Чурсина (род. 27 июля 1995 года, Белгород, Российская Федерация) — российская спортсменка-стрелок, чемпионка и серебряный призёр XXII летних Сурдлимпийских игр 2013 года, чемпионка мира (2016), серебряный и бронзовый призёр Чемпионатов Европы (2011, 2015) среди спортсменов с нарушениями слуха. Многократная чемпионка России по пулевой стрельбе (спорт глухих). Заслуженный мастер спорта России по спорту глухих (пулевая стрельба), мастер спорта России международного класса.
Тренер Сергей Сергеевич Головков, также старший тренер Федерации адаптивного спорта по пулевой стрельбе.
На XXII летних Сурдлимпийских игр 2013 года заняла первое место в стрельбе из малокалиберной винтовки с дистанции 50 м и была второй в стрельбе из малокалиберной винтовки из трёх положений с той же дистанции (МВ-5), сумев выправить ситуацию в финале.
В 2014 году участвовала в Командном чемпионате России по стрельбе из пневматического оружия в составе команды Белгородской области, где команда заняла третье место в стрельбе из пневматической винтовки с дистанции 10 м, и во Всероссийских соревнованиях по стрельбе из пневматического и малокалиберного оружия, где выиграла бронзу в стрельбе из малокалиберной винтовки в положении лёжа с дистанции 50 м.
В 2016 году на чемпионате мира в Казани среди спортсменов с нарушениями слуха опередила всех в стрельбе из малокалиберной винтовки из трёх положений с дистанции 50 м (МВ-9ж), в финале установив мировой рекорд по набранным очкам.
Участвовала в XXIII летних Сурдлимпийских играх 2017 года, но не смогла попасть на пьедестал.
Училась в Белгородском педагогическом колледже, работала спортсменом-инструктором в спортивной детской адаптивной школе.